# Zalmkleurige poria
De zalmkleurige poria (Junghuhnia nitida) is een schimmel behorend tot de familie Steccherinaceae. De buisjeszwam leeft volgens de literatuur saprotroof op wilg (Salix), els (Alnus) en diverse andere loofbomen. Hij veroorzaakt witrot.

## Kenmerken
De zwam is korstvormig, poroide, oranje, roze tot rozebruin met een witte rand. De poriën zijn onregelmatig en met 5 tot 7 aanwezig per mm. Hij is ongeveer 2 mm dik, en vormen plekken van enkele cm doorsnee.
De sporen zijn ellipsvormig, glad, met druppels en meten 3,5-4,5 x 2-2,5 μm. Cystiden zijn dikwandig, cilindrisch tot knotsvormig, uiteinde ingelegd. Het heeft een dimitisch hyfensysteem. De generatieve hyfen zijn gesepteerd met gespen.

## Verspreiding
Junghuhnia nitida is wijd verspreid en wordt met name aangetroffen in Europa, Noord-Amerika, maar ook in Zuid-Amerika, Afrika, enkele Aziatische landen, Australië en Nieuw-Zeeland.
In Nederland en België komt de zalmkleurige poria vrij zeldzaam voor.

## Scheikunde
Junghuhnia nitida bevat de bioactieve stof nitidon. Een totale synthese van deze verbinding werd in 2004 gerapporteerd.

## Taxonomie
Oorspronkelijk beschreven als Poria nitida in 1800 door Christian Hendrik Persoon. De schimmel heeft in zijn taxonomische geschiedenis verschillende naamsveranderingen ondergaan. Het werd in 1972 door Leif Ryvarden verplaatst naar het geslacht Junghuhnia.

## Foto's

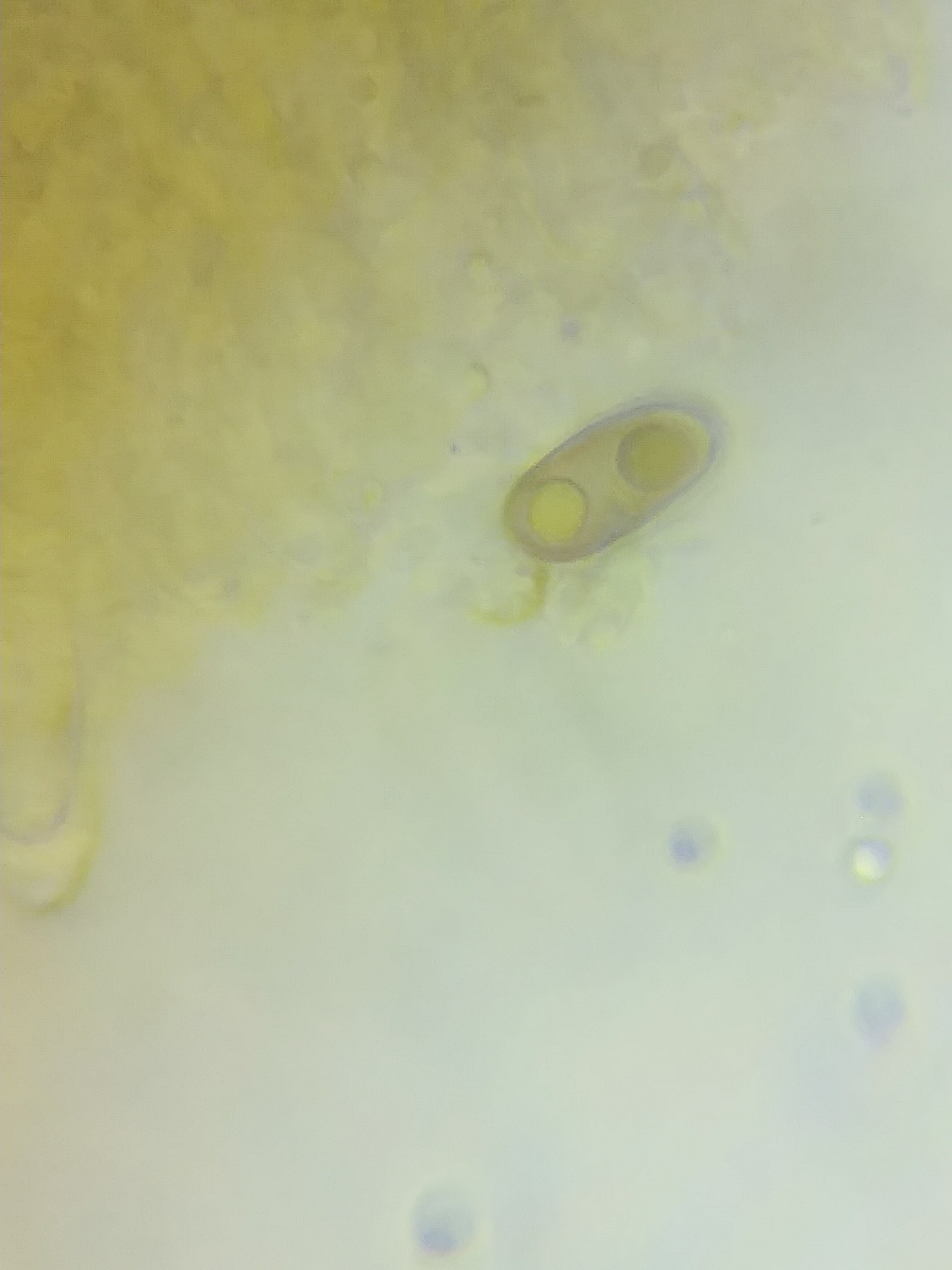
Spore